# Jacob Seisenegger

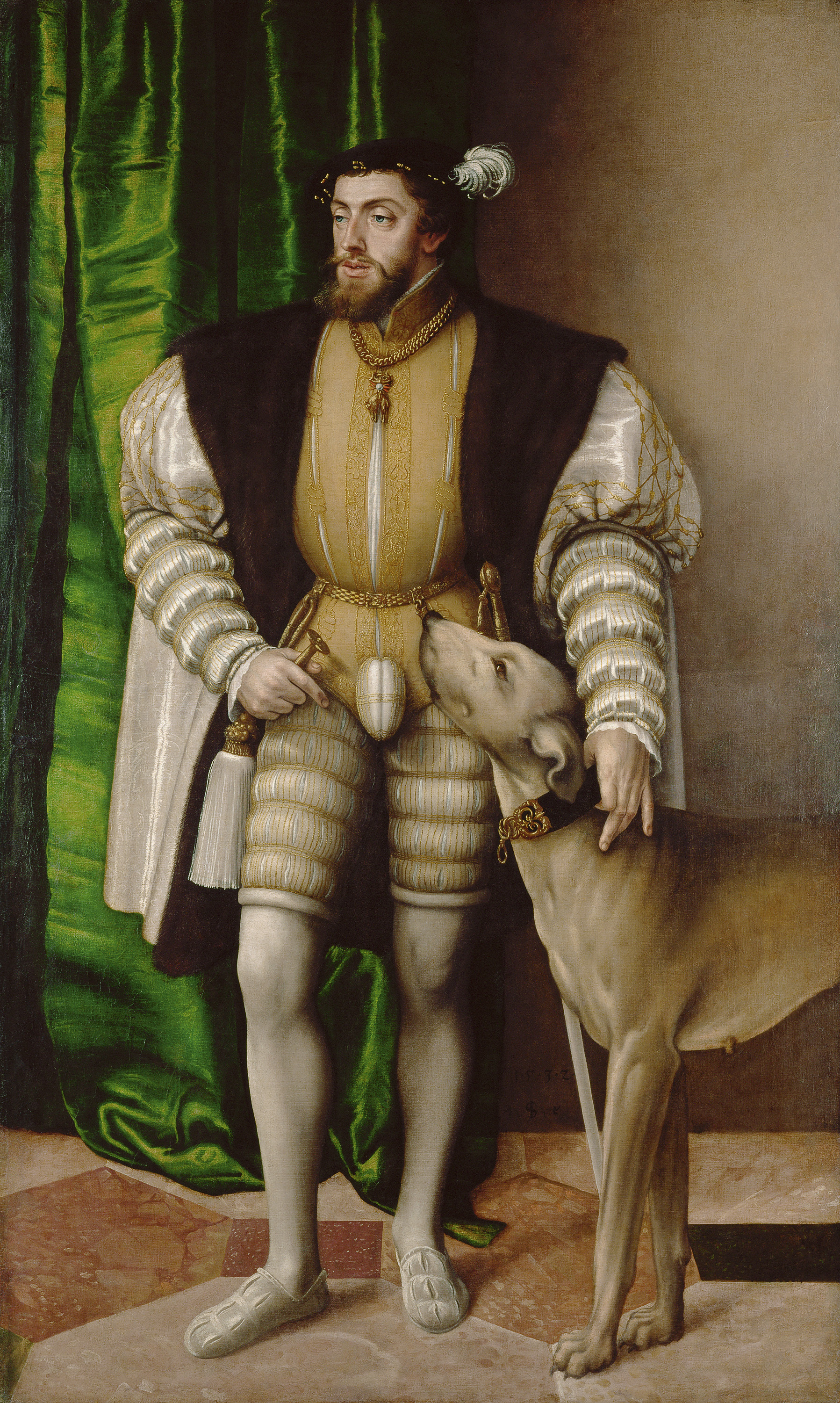
El emperador Carlos V con perro, 1532 (Kunsthistorisches Museum, Viena).

Jacob Seisenegger (1505-1567) fue un pintor austriaco al servicio de Carlos V. Fueron famosos sus retratos de cuerpo entero, creando un modelo que fue posteriormente utilizado por artistas diversos, como Tiziano.
El único ejemplo conocido de Seisenegger en España es el Retrato de Carlos V con un capotillo de piel de lobo cerval conservado en el Palacio de la Almudaina de Palma de Mallorca (Patrimonio Nacional) .